# Janusz Cyprian Nowak
Janusz Cyprian Nowak (ur. 26 września 1927, zm. 20 czerwca 2011) – polski brydżysta, Arcymistrz Międzynarodowy (PZBS), European Master, European Champion w kategorii Seniors (EBL), członek honorowy (1999) odznaczony złotą odznaką PZBS (2006).
W latach 2001–2010 był członkiem Komitetu Seniorów WBF.
W roku 1993 w Mentonie na 41 Mistrzostwach Europy Teamów był opiekunem reprezentacji Polski, która zdobyła 1 miejsce. W roku 2004 na Malmö na 47 Mistrzostwach Europy Teamów był niegrającym kapitanem drużyny Seniorów Polski (2 miejsce).

## Wyniki brydżowe

### Rozgrywki krajowe
W rozgrywkach krajowych zdobywał następujące lokaty:
| Mistrzostwa Polski par | Mistrzostwa Polski par | Mistrzostwa Polski par | Mistrzostwa Polski par |
| Rok                    | Kategoria              | Partner                | Pozycja                |
| ---------------------- | ---------------------- | ---------------------- | ---------------------- |
| 1997                   | Seniorzy               | Włodzimierz Stobiecki  | 2                      |
| 1967                   | Open                   | Jerzy Stachowicz       | 2                      |
| 1958                   | Open                   | Stanisław Bitner       | 3                      |

| Drużynowe mistrzostwa Polski | Drużynowe mistrzostwa Polski | Drużynowe mistrzostwa Polski |
| Sezon                        | Drużyna                      | Pozycja                      |
| ---------------------------- | ---------------------------- | ---------------------------- |
| 1971                         | Orzeł Warszawa               | 3                            |
| 1959/60                      | Energetyk Warszawa           | 2                            |

| Mistrzostwa Polski indywidualne | Mistrzostwa Polski indywidualne | Mistrzostwa Polski indywidualne | Mistrzostwa Polski indywidualne |
| Rok                             | Kategoria                       | Pozycja                         |                                 |
| ------------------------------- | ------------------------------- | ------------------------------- | ------------------------------- |
| 1968                            | Open                            | 1                               |                                 |

### Olimiady
Na olimpiadach w zawodach uzyskał następujące rezultaty:
| Olimpiady brydżowe. Zawody teamów | Olimpiady brydżowe. Zawody teamów | Olimpiady brydżowe. Zawody teamów | Olimpiady brydżowe. Zawody teamów | Olimpiady brydżowe. Zawody teamów | Olimpiady brydżowe. Zawody teamów |
| Rok                               | Miejsce                           | Zawody                            | Kategoria                         | Drużyna                           | Pozycja                           |
| --------------------------------- | --------------------------------- | --------------------------------- | --------------------------------- | --------------------------------- | --------------------------------- |
| 2000                              | Maastricht                        | 11. Olimpiada Brydżowa            | Seniorzy                          | Poland                            | 10                                |
| 1972                              | Miami Beach                       | 4. Olimpiada Brydżowa             | Open                              | Poland                            | 13                                |

### Zawody światowe
W światowych zawodach zdobył następujące lokaty:
| Mistrzostwa Świata. Konkurencja teamów | Mistrzostwa Świata. Konkurencja teamów | Mistrzostwa Świata. Konkurencja teamów | Mistrzostwa Świata. Konkurencja teamów | Mistrzostwa Świata. Konkurencja teamów | Mistrzostwa Świata. Konkurencja teamów |
| Rok                                    | Miejsce                                | Zawody                                 | Kategoria                              | Drużyna                                | Pozycja                                |
| -------------------------------------- | -------------------------------------- | -------------------------------------- | -------------------------------------- | -------------------------------------- | -------------------------------------- |
| 2000                                   | Southampton                            | 34. Mistrzostwa Świata Teamów          | Trans                                  | Rohan K                                | 21                                     |
| 2000                                   | Southampton                            | 34. Mistrzostwa Świata Teamów          | Seniorzy                               | Poland                                 | 1                                      |

### Zawody europejskie
W europejskich zawodach zdobył następujące lokaty:
| Zawody europejskie. Konkurencja teamów | Zawody europejskie. Konkurencja teamów | Zawody europejskie. Konkurencja teamów | Zawody europejskie. Konkurencja teamów | Zawody europejskie. Konkurencja teamów | Zawody europejskie. Konkurencja teamów |
| Rok                                    | Miejsce                                | Zawody                                 | Kategoria                              | Drużyna                                | Pozycja                                |
| -------------------------------------- | -------------------------------------- | -------------------------------------- | -------------------------------------- | -------------------------------------- | -------------------------------------- |
| 2000                                   | Bellaria                               | 6. Mistrzostwa Europy Mikstów          | Miksty                                 | Nowak J                                | 30                                     |
| 1997                                   | Montecatini                            | 43. Mistrzostwa Europy Teamów          | Seniorzy                               | Poland A                               | 10                                     |
| 1995                                   | Vilamoura                              | 42. Mistrzostwa Europy Teamów          | Seniorzy                               | Poland                                 | 1                                      |
| 1970                                   | Estoril                                | 28. Mistrzostwa Europy Teamów          | Open                                   | Poland                                 | 2                                      |
| 1966                                   | Warszawa                               | 25. Mistrzostwa Europy Teamów          | Open                                   | Poland                                 | 10                                     |

| Zawody europejskie. Konkurencja par | Zawody europejskie. Konkurencja par | Zawody europejskie. Konkurencja par | Zawody europejskie. Konkurencja par | Zawody europejskie. Konkurencja par | Zawody europejskie. Konkurencja par |
| Rok                                 | Miejsce                             | Zawody                              | Kategoria                           | Partner                             | Pozycja                             |
| ----------------------------------- | ----------------------------------- | ----------------------------------- | ----------------------------------- | ----------------------------------- | ----------------------------------- |
| 1999                                | Warszawa                            | 10. Mistrzostwa Europy Par          | Seniorzy                            | Krzysztof Więcławek                 | 30                                  |
| 1999                                | Warszawa                            | 10. Mistrzostwa Europy Par          | Open                                | Jan Rogowski                        | 376                                 |
| 1997                                | Haga                                | 9. Mistrzostwa Europy Par           | Seniorzy                            | Włodzimierz Stobiecki               | 6                                   |
| 1995                                | Rzym                                | 8. Mistrzostwa Europy Par           | Seniorzy                            | Włodzimierz Stobiecki               | 1                                   |
| 1993                                | Bielefeld                           | 7. Mistrzostwa Europy Par           | Seniorzy                            | Włodzimierz Tarnowski               | 3                                   |

## Klasyfikacje brydżowe
- Janusz Cyprian Nowak – klasyfikacja PZBS
- Janusz Cyprian Nowak – klasyfikacja EBL (ang.)
- Janusz Cyprian Nowak – klasyfikacja WBF (ang.)